# Nikola Tordinac
Nikola Tordinac (Đakovo, 5. prosinca 1858. – Đakovo, 21. veljače 1888.) hrvatski književnik, svećenik i sakupljač narodnog blaga.

## Životopis
Nikola Tordinac je rođen 5. prosinca 1858. godine u Đakovu od oca Ivana, obrtnika, i majke Terezije Josipović, rodom iz Pečuha. Umro je u Đakovu 21. veljače 1888., a 22. veljače je sahranjen na đakovačkom groblju, u zajedničkoj grobnici s Jurjem Tordrincem. Iako mnogi autori pišu o njemu kako je iza sebe ostavio neveliko i nedovršeno djelo, činjenica je da zapravo da mu opus, u odnosu na njegove suvremenike i nije malen: pisao je pjesme, crtice, pripovijesti, oglede, feljtone, putopise, obilno je prevodio s njemačkog jezika, sakupljao je usmene tvorevine i etnografsku građu. Kako mnogo od toga nije za života objavljeno u zasebnim knjigama tek se danas može vidjeti kako je Tordinac zapravo stvorio značajan i nezaobilazan opus.   
Kao šestogodišnji dječak s roditeljima putuje u Sarajevo i Derventu, – tada još tursku Bosnu – gdje mu je otac radio kao stolarski poduzetnik. Taj boravak od svega pet godina neizmjerno je snažno dojmio dječaka i bio presudan za njegovu budućnost i književni i sakupljački rad. Osnovnu je školu završio u Đakovu, gimnaziju u Vinkovcima. U književnosti se javlja kao pjesnik – svoje stihove šalje 1875. vinkovačkom Narodnjaku i senjskom Radiši, ali je najviše traga ostavio kao pripovjedač, putopisac i sakupljač narodnog blaga. 

## Književni rad
U jesen 1877. stupio je u đakovačko sjemenište, gdje postaje predsjednik Zbora duhovne mladeži. Pod pseudonimom „Staparić” javlja se u Obzoru i Pozoru u čiji podlistak šalje zanimljive dopise, najčešće vlastite pripovijetke i prijevode s njemačkog jezika. Značajna mu je suradnja i u vukovarskom Sriemskom Hrvatu u kojem među ostalim objavljuje prvi svjetski prijevod Karla Maya. Smatralo se da je prvi prijevod objavljen 1881. u časopisu Le Monde u Parizu. Mirko Ćurić otkrio je, a Hans Dieter Steinmetz iz Muzeja Karla Maya u Njemačkoj potvrdio kako je Tordinac objavio još 1880. prijevod novele Tree carde monte u časopisu Sriemski Hrvat 1880. Poput velikog broja mladih talentiranih Hrvata, i Nikola Tordinac je već tada, pa sve do svoje smrti, uživao u dobročiniteljskoj ruci biskupa Strossmayera i svog rođaka Jurja Tordinca kojem posvećuje svoju jedinu za života objavljenu knjigu Seoske bajke i bajalice. Biskup Strossmayer zaredio ga je 19. rujna 1883. za svećenika Đakovačke ili Bosanske biskupije. U Rimu je studirao pravo na Apolinaru do 1885. Vrativši se u Đakovo postaje profesor filozofije (na Liceju) (1885. – 1888.), i latinskog jezika. Umire od sušice nakon neuspješnog liječenja 21. veljače 1888. u Đakovu, iako u mnogim izdanjima pogrešno piše kako je umro u austrijskom Gleichenberu, jer se u tom mjestu neko vrijeme liječio. Iza njega je ostalo nekoliko započetih proznih djela koja su danas, nažalost, izgubljena. 
Tordinčev književni opus čine za života objavljene dvije knjige - Hrvatske narodne pjesme i pripoviedke iz Bosne i Seoske bajke i bajalice te posmrtni naslovi, te do 1986. djelomična izdanja njegovih uknjiženja u književnim antologijama, zbornicima, pregledima. Od tih izdanja najznačajnije je ono objavljeno dvije godine nakon smrti Odabrane crtice i pripoviesti/ s uvodom o Nikoli Tordincu (Matica hrvatska, Zagreb, 1890.). 
Nakon gotovo devet desetljeća u Mađarskoj je objavljena nova samostalna knjiga Nikole Tordinca Hrvatski narodni običaji, pjesme i pripovijetke iz Pečuha i okolice, (Budimpešta, 1986.) koju su priredili Đuro Franković i Đuro Šarošac, a uredio Živko Mandić te koja je bogato opremljena fotografijama i reprodukcijama Andrasfaluvyja Bertalana. Od tog izdanja polako raste interes za Tordinca tako da sada njegova bibliografija bilježi već jedanaest različitih izdanja.

## Djela
- Hrvatske narodne pjesme i pripoviedke iz Bosne (Vukovar 1883., 1884.),
- Seoske bajke i bajalice (Đakovo, 1885.)
- Odabrane crtice i pripoviesti/ s uvodom o Nikoli Tordincu (Matica hrvatska, Zagreb, 1890.)
- Stoljeća Hrvatske književnosti/Djela [Ivan] Perko-vac, [Janko] Jurković, [Vilim] Korajac, [Franjo] Ciraki, [Nikola] Tordinac ; [priredio Dubravko Jelčić, Davor Kapetanić, Ivo Frangeš] (Zagreb, 1968).
- Hrvatski narodni običaji, pjesme i pripovijetke iz Pečuha i okolice / [priredio] Đuro Franković i Đuro Šarošac, uredio Živko Mandić, (Budimpešta, 1986.).
- Crtice i pripovijesti/ priredio i pogovor napisao Mirko Hunjadi (Vinkovci, 1993., 21994.)
- Žepče i njegova okolica  - putna crta od Staparića - Nikole Tordinca iz 1882., prir. Ljiljana Grbelja i Franjo Marić (Ekološki glasnik, Zagreb 1998.)
- Hrvatski narodni običaji, pjesme i pripovijetke iz Pečuha i okolice /Seoske bajke i baja-lice – crtice, uredili Đuro Franković i Mirko Ćurić, (Đakovo/Pečuh, 2010)
- Seoske bajke i bajalice – crtice, Sabrana djela, knjiga 1. priredio Mirko Ćurić, (Đakovo 2012.)
- Nikola Tordinac/ Karl May: Three carde monte,  Sabrana djela, knjiga 2. priredio Mirko Ćurić, (Đakovo 2012.)
- Greševo, Sabrana djela, knjiga 3, priredio Mirko Ćurić (Đakovo 2013.)
  - Nikola Tordinac: Djakovačke uspomene, Sabrana djela knjiga 4. priredio Mirko Ćurić,  (Đakovo 2014.)
  - Nikola Tordinac: Kožuh, priredio Mirko Ćurić,  Sabrana djela, knjiga 5. (Đakovo 2014.)
  - Nikola Tordinac: Hrvatski narodni običaji Hrvata u Mađarskoj i Bosni i Hercegovini, šesta knjiga sabranih djela (Đakovo, 2019)
  - Nikola Tordinac: Sabrane pjesme iz rukopisne baštine, sedma knjiga Sabranih djela Nikole Tordinca (Đakovo, 2020.
  - Nikola Tordinac: Puška kobnica, osma knjiga sabranih djela Nikole Tordinca (Đakovo, 2021)

## Vanjske poveznice
- Hrv. glasnik br.49/2008.  Arhivirana inačica izvorne stranice od 5. ožujka 2016. (Wayback Machine) O sakupljačkom radu Nikole Tordinca, 4. prosinca 2008.
- Hrv. riječ[neaktivna poveznica] (poveznica iz 2008., neaktivna)